# Lista de bispos na França
Esta lista de bispos na França lista os nomes dos bispos católicos vivos das dioceses de França, activos ou reformados, de nacionalidade francesa ou não.   
Os nomes dos cardeais franceses, incluindo aqueles que não são bispos, são mostrados em negrito na lista. 
A menção emérito indica que o Papa aceitou oficialmente a demissão de um Bispo, geralmente depois de este ter ultrapassado o limite de idade de setenta e cinco anos imposto pelo direito canônica, por vezes por outras razões, tais como razões de saúde.  
Ele não está então mais no cargo e sua posição como Bispo desta diocese torna-se honorário .   
Com exceção de cinco bispos ultramarinos (Taiohae (ou Tefenuaenata), Ilhas Wallis e Futuna, Nouméa, Papeete e Saint-Denis da Reunião), os outros 101 bispos em França são membros da Conferência Episcopal Francesa (a Arquidiocese de Paris e o Ordinariat de France dos Católicos Orientais, ambos baseados em N.-D. de Paris).   

## França metropolitana
| N  | Diocese                                                     | Bispo                                                      | Bispo Auxiliar                                          | Bispo Emérito                                                                                         |
| -- | ----------------------------------------------------------- | ---------------------------------------------------------- | ------------------------------------------------------- | --- |
| 1  | Agen                                                        | Sede Vacante Pierre-Marie Carré (Administrador apostólico) |                                                         | Hubert Herbreteau                                                                                     |
| 2  | Aire et Dax                                                 | Nicolas Souchu                                             |                                                         | Hervé Gaschignard                                                                                     |
| 3  | Aix-en-Provence et Arles                                    | Christian Delarbre (Arcebispo)                             |                                                         | Christophe Dufour (Arcebispo emérito)                                                                 |
| 4  | Ajaccio                                                     | cardinal François-Xavier Bustillo                          |                                                         | |
| 5  | Albi, Castres et Lavaur                                     | Jean-Louis Balsa (Arcebispo)                               |                                                         | Jean Legrez (Arcebispo emérito)                                                                       |
| 6  | Amiens                                                      | Gérard Le Stang                                            |                                                         | |
| 7  | Angers                                                      | Emmanuel Delmas                                            |                                                         | Jean-Louis Bruguès (Arcebispo ad Personam)                                                            |
| 8  | Angoulême                                                   | Hervé Gosselin                                             |                                                         | Claude Dagens                                                                                         |
| 9  | Annecy                                                      | Yves Le Saux                                               |                                                         | Yves Boivineau                                                                                        |
| 10 | Arras, Boulogne sur Mer et Saint Omer                       | Olivier Leborgne                                           |                                                         | Jean-Paul Jaeger                                                                                      |
| 11 | Auch, Condom Lectoure et Lombez                             | Bertrand Lacombe (Arcebispo)                               |                                                         | Maurice Gardès (Arcebispo emérito)                                                                    |
| 12 | Autun, Chalon et Mâcon                                      | Benoît Rivière                                             |                                                         | |
| 13 | Avignon                                                     | François Fonlupt                                           |                                                         | Jean-Pierre Cattenoz (Arcebispo emérito)                                                              |
| 14 | Bayeux et Lisieux                                           | Jacques Habert                                             |                                                         | Jean-Claude Boulanger                                                                                 |
| 15 | Bayonne, Lescar et Oloron                                   | Marc Aillet                                                |                                                         | Pierre Molères                                                                                        |
| 16 | Beauvais, Noyon et Senlis                                   | Jacques Benoit-Gonnin                                      |                                                         | |
| 17 | Belfort-Montbéliard                                         | Denis Jachiet                                              |                                                         | Claude Schockert                                                                                      |
| 18 | Belley-Ars                                                  | Pascal Roland                                              |                                                         | Guy Bagnard                                                                                           |
| 19 | Besançon                                                    | Jean-Luc Bouilleret (Arcebispo)                            |                                                         | |
| 20 | Blois                                                       | Sede Vacante                                               |                                                         | Maurice de Germiny                                                                                    |
| 21 | Bordeaux et Bazas                                           | Jean-Paul James (Arcebispo)                                | Jean-Marie Le Vert                                      | cardinal Jean-Pierre Ricard (Arcebispo emérito)                                                       |
| 22 | Bourges                                                     | Jérôme Beau (Arcebispo)                                    |                                                         | Armand Maillard (Arcebispo emérito) Hubert Barbier (Arcebispo emérito)                                |
| 23 | Cahors                                                      | Laurent Camiade                                            |                                                         | |
| 24 | Cambrai                                                     | Vincent Dollmann (Arcebispo)                               |                                                         | |
| 25 | Carcassonne et Narbonne                                     | Bruno Valentin                                             |                                                         | Jacques Despierre Alain Planet                                                                        |
| 26 | Châlons-en-Champagne                                        | Sede Vacante                                               |                                                         | Gilbert Louis                                                                                         |
| 27 | Chambéry, Maurienne et Tarentaise                           | Thibault Verny (Arcebispo)                                 |                                                         | |
| 28 | Chartres                                                    | Philippe Christory                                         |                                                         | |
| 29 | Clermont                                                    | François Kalist (Arcebispo)                                |                                                         | |
| 30 | Coutances et Avranches                                      | Grégoire Cador                                             |                                                         | |
| 31 | Créteil                                                     | Dominique Blanchet                                         |                                                         | Michel Santier                                                                                        |
| 32 | Digne-les-Bains Riez et Sisteron                            | Emmanuel Gobilliard                                        |                                                         | François-Xavier Loizeau                                                                               |
| 33 | Dijon                                                       | Antoine Hérouard (Arcebispo)                               |                                                         | Roland Minnerath (Arcebispo emérito)                                                                  |
| 34 | Évreux                                                      | Olivier de Cagny                                           |                                                         | Christian Nourrichard                                                                                 |
| 35 | Évry-Corbeil-Essonnes                                       | Michel Pansard                                             |                                                         | Michel Dubost                                                                                         |
| 36 | Fréjus et Toulon                                            | Dominique Rey                                              | François Touvet (Bispo coadjutor)                       | |
| 37 | Gap et Embrun                                               | Xavier Malle                                               |                                                         | Jean-Michel Di Falco                                                                                  |
| 38 | Grenoble et Vienne                                          | Jean-Marc Eychenne                                         |                                                         | |
| 39 | Langres                                                     | Joseph de Metz-Noblat                                      |                                                         | Philippe Gueneley                                                                                     |
| 40 | La Rochelle et Saintes                                      | Georges Colomb François Jacolin (Administrador apostólico) |                                                         | Bernard Housset                                                                                       |
| 41 | Laval                                                       | Matthieu Dupont                                            |                                                         | |
| 42 | Le Havre                                                    | Jean-Luc Brunin                                            |                                                         | |
| 43 | Le Mans                                                     | Jean-Pierre Vuillemin                                      |                                                         | |
| 44 | Le Puy-en-Velay                                             | Yves Baumgarten                                            |                                                         | |
| 45 | Lille                                                       | Laurent Le Boulc'h                                         |                                                         | Gérard Defois (Arcebispo emérito) Gérard Coliche (Bispo auxiliar emérito)                             |
| 46 | Limoges                                                     | Pierre-Antoine Bozo                                        |                                                         | |
| 47 | Luçon                                                       | François Jacolin                                           |                                                         | Alain Castet                                                                                          |
| 48 | Lyon                                                        | Olivier de Germay (Arcebispo)                              | Thierry Brac de La Perrière Loïc Lagadec Patrick Le Gal | Cardinal Philippe Barbarin (Arcebispo emérito)                                                        |
| 49 | Marseille                                                   | Cardinal Jean-Marc Aveline (Arcebispo)                     |                                                         | Georges Pontier (Arcebispo emérito)                                                                   |
| 50 | Meaux                                                       | Jean-Yves Nahmias                                          | Guillaume Leschallier de Lisle                          | |
| 51 | Mende                                                       | Benoît Bertrand                                            |                                                         | |
| 52 | Metz                                                        | Philippe Ballot (Arcebispo ad Personam)                    |                                                         | Jean-Christophe Lagleize Pierre Raffin                                                                |
| 53 | Montauban                                                   | Alain Guellec                                              |                                                         | Bernard Ginoux Jacques de Saint-Blanquat                                                              |
| 54 | Montpellier, Lodève Béziers Agde et Saint Pons de Thomières | Norbert Turini (Arcebispo)                                 |                                                         | Pierre-Marie Carré ((Arcebispo) emérito) Guy Thomazeau (Arcebispo emérito)                            |
| 55 | Moulins                                                     | Marc Beaumont                                              |                                                         | |
| 56 | Nancy -Toul                                                 | Pierre-Yves Michel                                         |                                                         | Jean-Louis Papin                                                                                      |
| 57 | Nanterre                                                    | Matthieu Rougé                                             |                                                         | Gérard Daucourt                                                                                       |
| 58 | Nantes                                                      | Laurent Percerou                                           |                                                         | Georges Soubrier                                                                                      |
| 59 | Nevers                                                      | Sede Vacante Benoît Rivière (Administrador apostólico)     |                                                         | |
| 60 | Nice                                                        | Jean-Philippe Nault                                        |                                                         | André Marceau Louis Sankalé Jean Bonfils                                                              |
| 61 | Nîmes , Uzès et Alès                                        | Nicolas Brouwet                                            |                                                         | Robert Wattebled                                                                                      |
| 62 | Orléans                                                     | Jacques Blaquart                                           |                                                         | André Fort                                                                                            |
| 63 | Pamiers Couserans et Mirepoix                               | Benoît Gschwind                                            |                                                         | |
| 64 | Paris                                                       | Laurent Ulrich (Arcebispo)                                 | Philippe Marsset Emmanuel Tois                          | Cardinal André Vingt-Trois (Arcebispo emérito) Michel Aupetit (Arcebispo emérito)                     |
| 65 | Périgueux et Sarlat                                         | Philippe Mousset                                           |                                                         | Michel Mouïsse                                                                                        |
| 66 | Perpignan-Elne                                              | Thierry Scherrer                                           |                                                         | |
| 67 | Poitiers                                                    | Pascal Wintzer (Arcebispo)                                 |                                                         | Albert Rouet (Arcebispo emérito)                                                                      |
| 68 | Pontoise                                                    | Stanislas Lalanne                                          |                                                         | |
| 69 | Quimper, Cornouailles et Léon                               | Laurent Dognin                                             |                                                         | |
| 70 | Reims                                                       | Éric de Moulins-Beaufort (Arcebispo)                       | Étienne Vető                                            | Thierry Jordan (Arcebispo emérito) Joseph Boishu (Bispo auxiliar emérito)                             |
| 71 | Rennes Dol et Saint Malo                                    | Pierre d'Ornellas (Arcebispo)                              | Jean Bondu                                              | |
| 72 | Rodez et Vabres                                             | Luc Meyer                                                  |                                                         | |
| 73 | Rouen                                                       | Dominique Lebrun (Arcebispo)                               |                                                         | Jean-Charles Descubes (Arcebispo emérito)                                                             |
| 74 | Saint-Brieuc et Tréguier                                    | Denis Moutel                                               |                                                         | Lucien Fruchaud                                                                                       |
| 75 | Saint-Claude                                                | Jean-Luc Garin                                             |                                                         | |
| 76 | Saint-Denis                                                 | Pascal Delannoy                                            |                                                         | |
| 77 | Saint-Dié                                                   | Sede Vacante                                               |                                                         | Jean-Paul Mathieu Paul-Marie Guillaume                                                                |
| 78 | Saint-Étienne                                               | Sylvain Bataille                                           |                                                         | |
| 79 | Saint-Flour                                                 | Didier Noblot                                              |                                                         | Bruno Grua                                                                                            |
| 80 | Séez                                                        | Bruno Feillet                                              |                                                         | |
| 81 | Sens et Auxerre                                             | Hervé Giraud (Arcebispo)                                   |                                                         | Yves Patenôtre (Arcebispo emérito) Georges Gilson (Arcebispo emérito)                                 |
| 82 | Soissons, Laon et Saint-Quentin                             | Renauld de Dinechin                                        |                                                         | |
| 83 | Strasbourg                                                  | Sede Vacante Philippe Ballot (Administrador apostólico)    | Christian Kratz Gilles Reithinger                       | Joseph Doré (Arcebispo emérito) Jean-Pierre Grallet (Arcebispo emérito) Luc Ravel (Arcebispo emérito) |
| 84 | Tarbes et Lourdes                                           | Jean-Marc Micas                                            |                                                         | Jacques Perrier                                                                                       |
| 85 | Toulouse, Saint Bertrand de Comminges et Rieux              | Guy de Kerimel (Arcebispo)                                 | Jean-Pierre Batut                                       | Émile Marcus (Arcebispo emérito) Robert Le Gall (Arcebispo emérito)                                   |
| 86 | Tours                                                       | Vincent Jordy (Arcebispo)                                  |                                                         | Bernard-Nicolas Aubertin (Arcebispo emérito)                                                          |
| 87 | Troyes                                                      | Alexandre Joly                                             |                                                         | Marc Stenger                                                                                          |
| 88 | Tulle                                                       | Francis Bestion                                            |                                                         | Bernard Charrier                                                                                      |
| 89 | Valence, Die et Saint-Paul-Trois-Châteaux                   | François Durand                                            |                                                         | |
| 90 | Vannes                                                      | Raymond Centène                                            |                                                         | |
| 91 | Verdun                                                      | Jean-Paul Gusching                                         |                                                         | François Maupu                                                                                        |
| 92 | Versailles                                                  | Luc Crepy                                                  |                                                         | Éric Aumonier                                                                                         |
| 93 | Viviers                                                     | Sede Vacante Jean-Louis Balsa (Administrador apostólico)   |                                                         | François Blondel                                                                                      |
| 94 | Diocèse aux armées françaises (ordinariato militar)         | Antoine de Romanet                                         |                                                         | |
| 95 | Mission de France (prelatura territorial)                   | Hervé Giraud (prelado)                                     |                                                         | Yves Patenôtre (prelado emérito) Georges Gilson (prelado emérito)                                     |

## França ultramarina
| N | Diocese                                     | Bispo                              | Bispo Auxiliar | Bispo Emérito                         |
| - | ------------------------------------------- | ---------------------------------- | -------------- | ------------------------------------- |
| 1 | Basse-Terre e Pointe-à-Pitre                | Philippe Guiougou                  |                | Jean-Yves Riocreux                    |
| 2 | Caiena                                      | Alain Ransay                       |                | Emmanuel Lafont                       |
| 3 | Saint-Pierre e Fort-de-France               | David Macaire (Arcebispo)          |                | Michel Méranville (Arcebispo emérito) |
| 4 | Taiohae (ou Tefenuaenata) (Ilhas Marquesas) | Pascal Chang-Soi                   |                | Guy Chevalier                         |
| 5 | Ilhas Wallis e Futuna                       | Susitino Sionepoe                  |                | Ghislain de Rasilly                   |
| 6 | Noumea                                      | Michel-Marie Calvet                |                |                                       |
| 7 | Papeete                                     | Jean-Pierre Cottanceau (Arcebispo) |                |                                       |
| 8 | Saint-Denis da Reunião                      | Pascal Chane-Teng                  |                | Gilbert Aubry                         |

## Igrejas orientais na França
| N | Diocese                                                          | Bispo                                                 | Bispo Auxiliar | Bispo Emérito |
| - | ---------------------------------------------------------------- | ----------------------------------------------------- | -------------- | ------------- |
| 1 | Eparquia da Santa Cruz de Paris dos católicos armênios da França | Élie Yéghiayan                                        |                | Jean Teyrouz  |
| 2 | Eparquia Nossa Senhora do Líbano de Paris Maronites              | Nasser Gemayel Peter Karam (Administrador apostólico) |                |               |
| 3 | Eparquia São Vladimir, o Grande de Paris dos Ucranianos          | Sede Vacante Hlib Lonchyna (Administrador apostólico) |                |               |
| 4 | Ordinariato da França dos católicos orientais                    | Laurent Ulrich                                        |                |               |